# Pentamera lissoplaca
Pentamera lissoplaca är en sjögurkeart som först beskrevs av Hubert Lyman Clark 1924.  Pentamera lissoplaca ingår i släktet Pentamera och familjen svanssjögurkor. Inga underarter finns listade i Catalogue of Life.